# 小眼潘鰍
小眼潘鰍為輻鰭魚綱鯉形目鰍科的其中一種，為熱帶淡水魚，分布於亞洲印尼淡水流域，體長可達5.1公分，棲息在泥底質的森林溪流的底層水域，生活習性不明。

## 扩展阅读
維基物種上的相關：小眼潘鰍